# Cabinovia

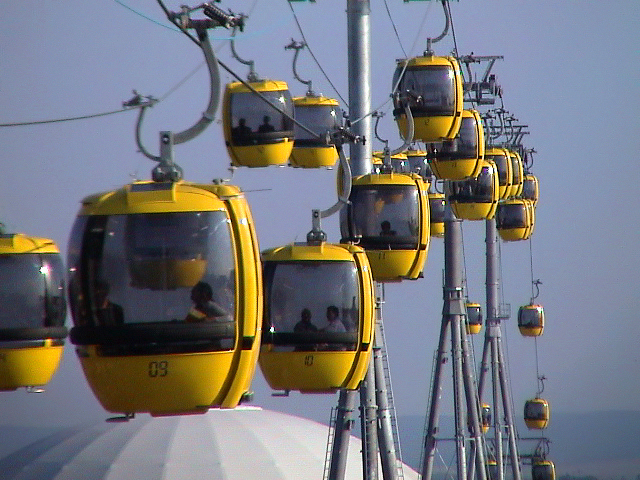
Cabinovia all'Expo 2000 di Hannover (Germania)

Il termine cabinovia (detta anche telecabina o ovovia) specifica generalmente, nel trasporto a fune e all'interno della categoria delle funivie, impianti a funzionamento continuativo che impiegano più di due cabine per il trasporto. Seguendo l'evoluzione storica degli impianti di risalita possono essere viste anche come mezzi di trasporto a fune a metà tra funivia e seggiovia mutuando i maggiori pregi di entrambe.

## Descrizione
Le cabinovie hanno normalmente dimensioni e capienza ridotte rispetto ad una classica funivia aerea, sono dotate di porte a chiusura automatica, arredamento e dotazioni semplificati. I posti all'interno possono essere a sedere, in piedi o semiseduti.
Sono diffuse nelle località sciistiche poiché permettono di superare dislivelli abbastanza grandi in poco tempo e raggiungono portate orarie spesso superiori alle tradizionali funivie a "va e vieni". Possono essere:
- ad una sola fune, che funge contemporaneamente da portante e traente;
- a due funi, entrambi portanti e traenti: in tal caso prendono il nome di Funitel;
- bifune o trifune, con una o due funi portanti, ed una traente. In queste realizzazioni, dette anche "2S" o "3S", dal tedesco "Seil" - i veicoli sono generalmente di maggiori dimensioni.

Per il rallentamento o la fermata nelle stazioni, le cabine vengono quasi sempre dotate di un sistema di ammorsamento automatico, risultando così svincolate dalla fune traente che può quindi scorrere a velocità costante. Questo facilita la salita e discesa dei passeggeri, soprattutto con attrezzi quali sci, snowboard, slitte o ancora carrozzine, biciclette ecc. nonché permette di inserire in linea un numero variabile di vetture a seconda della richiesta. 
Quando non sia previsto lo svincolo dalla traente, la salita e discesa dei viaggiatori può avvenire alla velocità di esercizio - che viene quindi mantenuta ad un valore piuttosto basso - oppure rallentando la marcia quando le cabine - anche a gruppi - impegnano una stazione. In questo caso si parla di un impianto "pulsé" o a movimento intermittente. 

### Le cabinovie bifune (2S)
Gli impianti 2S presentano un carrello simile a quello delle funivie, avente dei rulli che corrono su una fune portante, e più in basso una morsa che si aggancia alla fune traente. 
Le cabinovie bifune (in genere riportate nella simbologia con il n° posti/cabina e la dicitura BGD (Bicable Gondola Detachable)), furono già sviluppate a partire dagli anni '60-'70. Il vantaggio più significativo di questa tecnologia è la maggiore portata rispetto ad una cabinovia tradizionale, dal momento che, grazie all'impiego della fune portante, le cabine possono essere più pesanti (e quindi più capienti). Per questo sono particolarmente utilizzate nell'ambito di trasporto materiali.

### Le cabinovie trifune (3S)

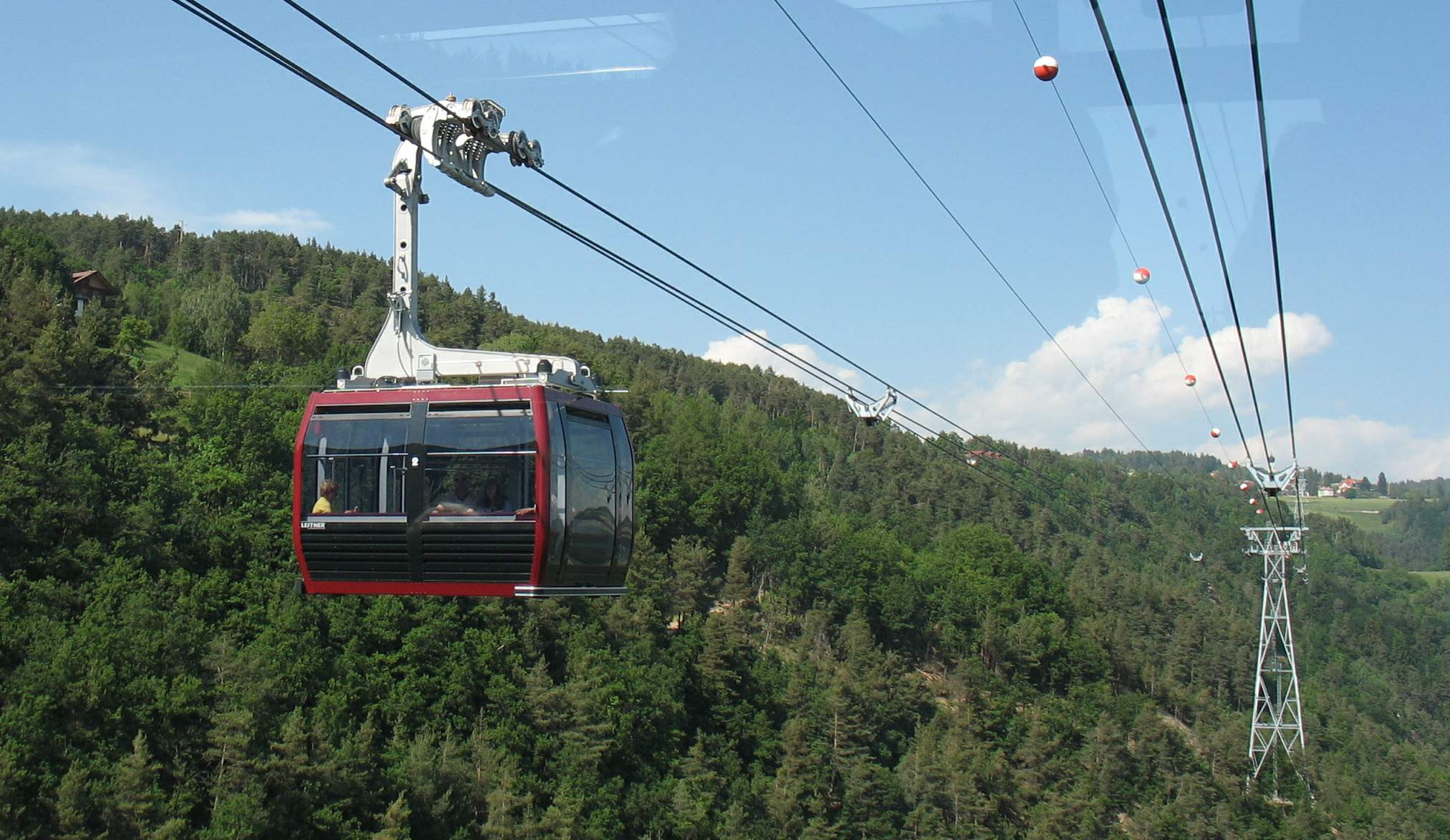
Cabinovia trifune sull’altopiano del Renon che sostituisce la precedente funivia

Le cabinovie 3S trovano impiego sempre più ampio anche per il trasporto di grandi quantità di viaggiatori, talvolta in sostituzione di preesistenti funivie classiche a va e vieni, grazie alla notevole flessibilità di funzionamento, l'alta frequenza, la stabilità in caso di vento e la maggiore capienza ottenibile. Un esempio è la funivia del Renon in Italia, dotata di veicoli da 35 persone che svolge anche servizio di trasporto pubblico extraurbano.

### Limiti di velocità
Limiti massimi di velocità in vigore in Italia, espresse in metri al secondo, per le cabinovie:
Cabinovie monofune ad ammorsamento automatico in linea: 6 m/s
Cabinovie monofune ad ammorsamento automatico in stazione: 0.5 m/s
Cabinovie monofune ad ammorsamento fisso: 1.5 m/s
Per le cabinovie bifune o trifune non esistono normative specifiche, ma vengono quasi sempre equiparate alle monofune, condividendone, pertanto, anche i limiti di velocità.
Molte delle cabinovie bifune e trifune e, ultimamente, anche le monofune sono progettate per raggiungere i 7 metri al secondo.